# شب و روز (فیلم ۲۰۰۸)
شب و روز (انگلیسی: Night and Day) فیلمی در ژانر کمدی-درام و درام است که در سال ۲۰۰۸ منتشر شد. از بازیگران آن می‌توان به کیم یونگ هو و پارک اون هه اشاره کرد.